# 君の声
「君の声」（きみのこえ）は、日本のロックバンドアンダーグラフのセカンドシングル。2005年4月20日にリリースされた。

## 解説
- 前作「ツバサ」から約7ヶ月ぶりのリリース。しかし「ツバサ」は発売当初はまったく認知度はなく、徐々に売り上げが上がりブレイクしたので、ブレイク直後の発売となった。
- 「君の声」のビデオクリップの撮影は神戸流通科学大学で行われた。撮影の模様は後に発売される1stアルバム『ゼロへの調和』の初回盤DVDに収録されている。
- 使われたキャッチコピーは「変わり続ける景色、変わらない君の声。」

## 収録曲
1. 君の声
この曲で2度目の「ミュージックステーション」出演を果たした。
1stアルバム『ゼロへの調和』に収録されている。
2. アカルキミライ
夏フェスなどの野外ライブでは演奏される事が多いがアルバムには未収録となっている。
ライブではコールアンドレスポンスや歌詞を変えて歌うことがよくある。

- 作詞・作曲 真戸原直人(#1～2)
- 編曲 アンダーグラフ＋島田昌典(#1～2)

## 収録アルバム
- 『ゼロへの調和』(#1)
- 『UNDER GRAPH』(#1、#2(Disc2のみ))